# 단백질 이량체

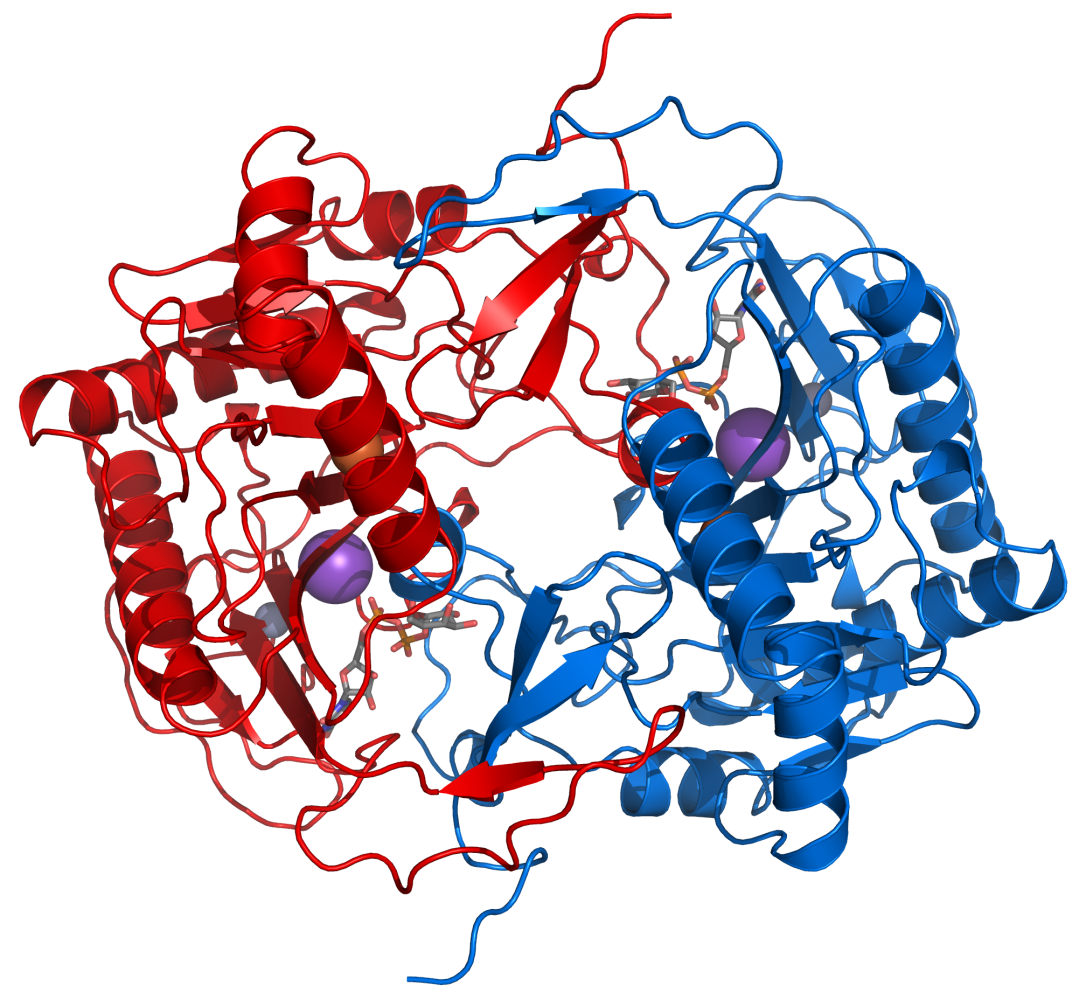
UDP-갈락토스와 복합체를 형성하는 대장균(Escherichia coli)의 갈락토스 1-인산 유리딜릴기전이효소(GALT)의 이량체에 대한 구조도. 칼륨 이온은 보라색 구체, 아연 이온은 회색 구체, 철 이온은 구리색 구체로 각각 표시되어 있다.

단백질 이량체(蛋白質二量體, 영어: protein dimer)는 생화학에서 두 개의 단백질 단량체 또는 단일 단백질로 형성된 거대분자 복합체 또는 다량체이며 일반적으로 비공유결합되어 있다. 단백질 이합체(蛋白質二合體)라고도 한다. 단백질이나 핵산과 같은 많은 거대분자는 이량체를 형성한다. 이량체(dimer)라는 단어는 "두 부분(two parts)", 즉 "di- + -mer"를 의미하는 어근을 가지고 있다. 단백질 이량체는 단백질 4차 구조의 한 유형이다.
단백질 동종이량체(同種二量體, 영어: homodimer)는 두 개의 동일한 단백질로 구성되는 반면, 단백질 이종이량체(異種二量體, 영어: heterodimer)는 두 개의 서로 다른 단백질로 구성된다.
생화학에서 대부분의 단백질 이량체는 공유결합으로 연결되어 있지 않다. 비공유결합성 이종이량체의 예로는 두 개의 서로 다른 아미노산 사슬로 구성된 역전사효소가 있다. 동종이량체 단백질인 NEMO와 같이 이황화물 브릿지로 연결된 이량체는 예외이다.
일부 단백질에는 이량체화(이량체화 도메인) 및 특이성을 보장하기 위한 특수 도메인이 포함되어 있다.
G 단백질 연결 칸나비노이드 수용체는 뮤-오피오이드 수용체, 도파민 수용체, 아데노신 A2A 수용체와 같은 여러 유형의 수용체와 동종이량체 및 이종이량체를 모두 형성할 수 있는 능력을 가지고 있다.

## 예
- 전사인자
  - 류신 지퍼 모티프 단백질
- 14-3-3 단백질
- 트리파노소마(Trypanosoma) 기생충의 가변 표면 당단백질
- 튜불린
- 일부 응고인자
  - 제XI인자
  - 제XIII인자
  - 피브리노젠
- 일부 수용체
  - 핵 수용체
  - G 단백질 βγ-소단위체 이량체
  - 톨 유사 수용체
  - 수용체 티로신 키네이스
- 일부 효소
  - II형 제한효소
  - 삼탄당 인산 이성질화효소
  - 알코올 탈수소효소

## 알칼리성 인산가수분해효소
이량체 효소인 대장균(E. coli)의 알칼리성 인산가수분해효소는 유전적 상보성을 나타낸다. 즉, 알칼리성 인산가수분해효소의 특정 돌연변이체 버전이 결합되면 결과적으로 형성된 이종이량체 효소는 모 효소의 상대적 활성을 기반으로 예상되는 것보다 더 높은 수준의 활성을 나타낸다. 이러한 발견은 대장균의 알칼리성 인산가수분해효소의 이량체 구조가 전효소의 보다 기능적인 형태를 생성할 수 있는 구성 돌연변이체 단량체 간의 협동적 상호작용을 허용한다는 것을 나타낸다. 이합체에는 두 개의 활성 부위가 있으며 각각에는 두 개의 아연 이온과 하나의 마그네슘 이온이 포함되어 있다.

## 같이 보기
- 이량체
- 단백질 삼량체
- 올리고머
- ProtCID

## 참고 문헌
- Conn. (2013). G protein coupled receptors modeling, activation, interactions and virtual screening (1st ed.). Academic Press.
- Matthews, Jacqueline M. Protein Dimerization and Oligomerization in Biology. Springer New York, 2012.